# 唐沢清紀
唐沢 清紀（からさわ きよのり、1952年11月29日 - ）は、日本の実業家、あゆみ製薬株式会社代表取締役会長。

## 経歴
1952年11月29日、東京都生まれ。
1975年3月、立教大学法学部卒業。
同年4月、北越製紙株式会社入社。
1977年7月、アボットジャパン株式会社入社。アボットジャパン松戸工場長兼生産本部長、アリーア・メディカル社長、昭和薬品化工副社長などを歴任。
2015年12月にあゆみ製薬株式会社代表取締役副社長。
2019年6月、同社代表取締役社長。
2021年6月、同社代表取締役会長。